# SK Slavia Praha 2011/2012
Tento článek se podrobně zabývá sestavou a zápasy týmu SK Slavia Praha v sezoně 2011 – 2012. V této sezoně SK Slavia Praha neobhajovala žádnou trofej z předchozí sezony 2010/11 ani nenastupovala v Evropských pohárech.
V letní pauze přišlo vyřešení nejpalčivějších finančních problémů včetně majetkového vyrovnání s firmou ENIC. Sportovní stránka však zlepšení nedoznala. V domácím poháru se tým probojoval jen do 3. kola, kde po prohře 0–3 ostudně vypadl s Divizním Převýšovem. Krátce poté přišlo střídání na postu hlavního trenéra – Adama Petrouše nahradil známý hecíř František Straka, což ,v ohledu na jeho sparťanskou minulost, těžce nesli fanoušci červenobílých. Výsledky se na nějaký čas zlepšily, ale protesty fanoušků sílily. Ještě před Derby s AC Sparta Praha však odstoupil i on a na lavičku Slavie usedl již třetí trenér v sezoně. Byl jím asistent trenéra Straky – Martin Poustka. Ten ve svém zkráceném angažmá, čítajícím 9 zápasů, dovedl Slavii jen k zisku 10 bodů a konečnému 12. místu v lize, což byl nejhorší výsledek během 19 sezon samostatné české ligy a zároveň od sezony 1972/73, kdy skončila na 14. místě. Martin Poustka (tak, jak avizovala dohoda s klubem) na postu trenéra skončil ke konci května 2012.

## Podrobný popis sezony

### Květen/Červen
Předešlou sezonu končila Slavia poněkud rozpačitě. V Gambrinus lize si připsala na své standardy nelichotivé 9. místo, což pro ni znamenalo nejhorší umístění v samostatné České lize a zároveň od sezony 1990/91, kdy skončila taktéž na 9. místě. V domácím poháru, zvaném Ondrášovka Cup, si vedla o mnoho lépe, ale o to horší bylo vyvrcholení jejího působení v soutěži. V úvodním utkání semifinále proti SK Sigma Olomouc totiž, z důvodů protestů fanoušků Slavie, došlo k ukončení utkání během poločasové přestávky (za solidního stavu 1-1) a následným trestům ve formě finanční pokuty a kontumace utkání na 0-3 ve prospěch hostujícího týmu. Toto rozhodnutí velmi ovlivnilo i odvetné utkání, které frustrovaná Slavia prohrála 0-1.
Velký vliv na nevydařenou sezonu měla špatná finanční a majetková situace klubu. Slavia dokonce dlouho balancovala na hraně konkurzu. Ten byl nakonec odvrácen společnými silami firmy Natland Group a.s. a bývalého ministra dopravy Aleše Řebíčka, kteří odkoupili téměř 100 % akcií klubu a zaplatili většinu dluhů, především zaměstnancům a hráčům Slavie. Tím zároveň získali pro klub licenci zaručující start v nejvyšší soutěži i pro ročník 2011/12. Rozpočet klubu na novou sezonu byl na jednání představenstva stanoven přibližně na 100 milionů korun.

### Červenec
Vedení lavičky klubu se znovu ujal trenér Michal Petrouš, který úspěšně dovedl tým k záchraně na ligové scéně. Do začínající sezony však měl ztíženou práci, jelikož klub opustila řada opor z předešlých sezon. Nejcitelnější byla ztráta brankáře Martina Vaniaka, který ukončil kariéru, a kapitána Karola Kisela, který byl na svou žádost uvolněn do klubu FC Sydney, z kterého před rokem přišel. Dalšími, kdo opustili klub byli Jiří Koubský, Benjamin Vomáčka či Jakub Hora, čili další základní kameny sestavy. Všichni tito hráči opustili klub bez finanční náhrady. Jediní, kdo přinesli do klubu svým odchodem finance, byli Ondřej Čelůstka a Milan Černý, za které Slavia inkasovala celkem 70 milionů korun. Jediným nově příchozím, kterého měl trenér k dispozici pro celou letní přípravu byl tak gólman Kamil Čontofalský. To se podepsalo na výsledcích v přípravných zápasech. Slavia jich sehrála celkem 8. Prvních pět zápasů prohrála se skóre 2-10. Zbylé tři skončili remízami se zahraničními soupeři, což lehce zlepšilo špatný dojem z přípravy.
První ligové zápasy nezačaly pro tým příliš dobře. V zahajovacím utkání celého ročníku prohrály na "domácím" hřišti (ovšem jako hosté) s Bohemians 1905 0-2. Na první pohled bylo jasné, že tým potřebuje posílit na všech postech. Jako první posily přišly Róbert Cicman a Adam Hloušek, k dispozici na nadcházející utkání mohl být i Kamil Čontofalský, který měl problémy s transferkartou.

### Srpen

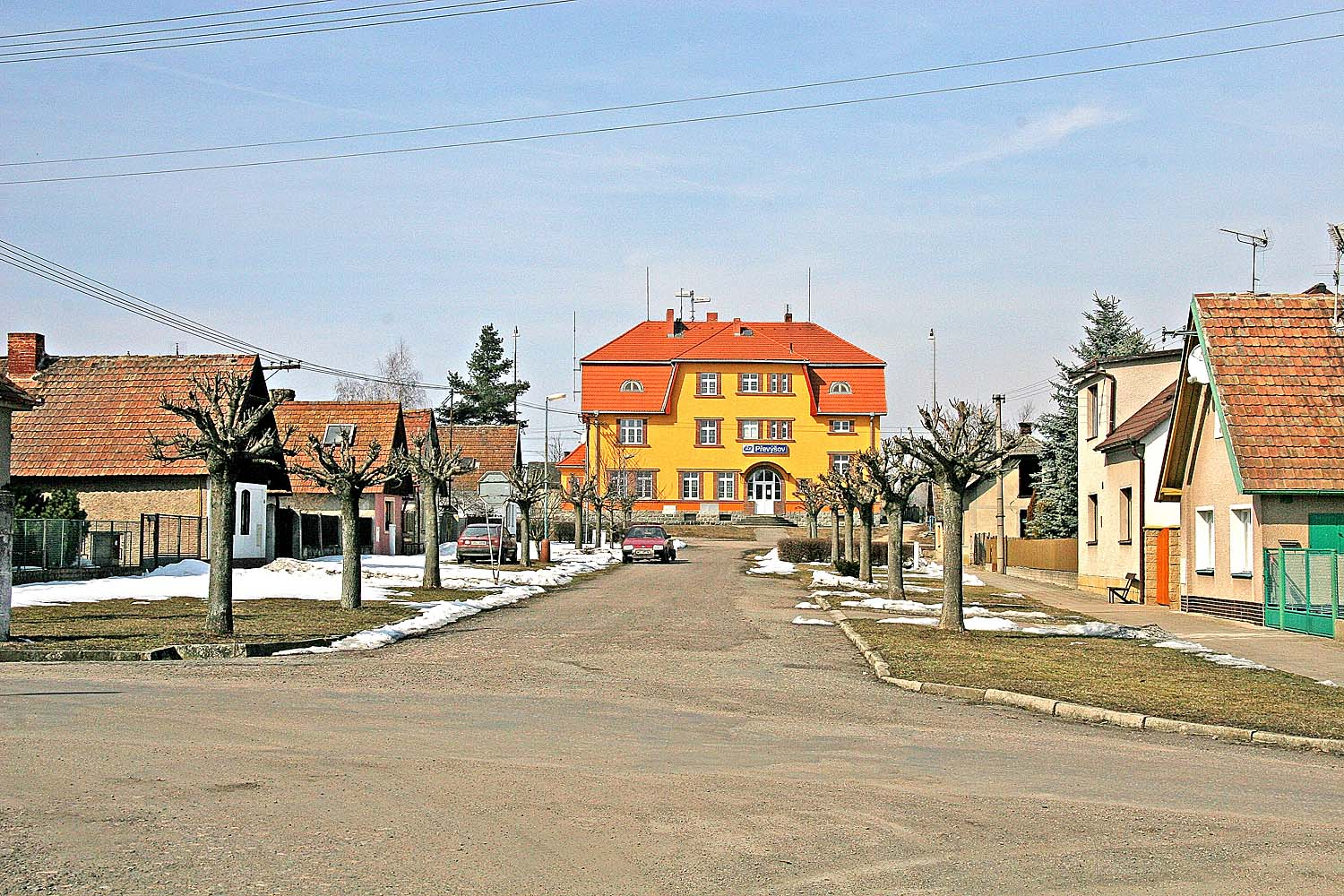
Pro obec Převýšov bylo vítězství nad Slavií jednou z největších historických událostí

Posily se v týmu zaváděli velmi zvolna a tým si nechal utéct start soutěže. Před zářijovou reprezentační pauzou, čili po 5 odehraných kolech, měla Slavia na kontě pouhých 5 bodů a v tabulce jí patřilo nepříliš lichotivé 10. místo. Jediná srpnová ligová výhra přišla ve 3. kole, v zápase proti 1. FK Příbram, kdy Slavia v Synot Tip Aréně zvítězila 3-1.
10. srpna vstoupila Slavia i do druhé soutěže, kterou tuto sezónu hrála. Ve druhém kole Ondrášovka Cupu narazila na divizní celek FK Meteor Praha VIII. Pražský celek s přehledem porazila 6-0 a lehce postoupila do 3. kola. Skutečný šok pro celý český fotbal obstarala Slavia ve 3. kole. Tým cestoval na stadion nováčka v Divizi C, celku Převýšova. Očekáváním byla jasná výhra hostí, ale opak byl pravdou. Slavia podlehla 0-3 a postarala se o zatím největší překvapení fotbalového podzimu na v rámci Česka. Odpovědí na tento výsledek byly vysoké pokuty hráčům i realizačnímu týmu a ultimátum pro trenérský tým. To se týkalo příštího zápasu proti FK Baumit Jablonec, kdy (podle slov vedení) musela Slavia bodovat. Jinak hrozilo odvolání trenéra a přeřazení některých hráčů do B-týmu. Tímto propadákem skončilo působení klubu v pohárové soutěži. Slavia tak již od 1. září působila pouze v jediné soutěži, kterou byla 1. Gambrinus liga 2011/12.

### Září

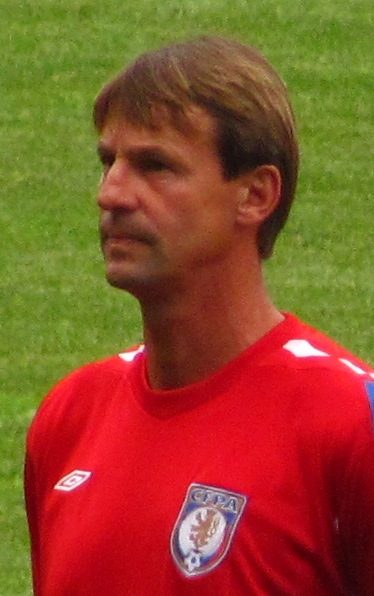
František Straka vystřídal 3. října 2011 na postu trenéra Adama Petrouše. Sám zde vydržel jen 157 dní a pro silně negativní reakce z řad "fans" červenobílých nakonec z funkce odstoupil

Ligová soutěž kvůli reprezentační pauze pokračovala až 11. září a Slavia tak v září sehrála pouze 3 zápasy. Získala v nich pouhý bod a nevstřelila ani branku. V "klíčovém" 6. kole tým nebodoval, dokonce ze hřiště FK Baumit Jablonec odvezl vysokou porážku 0-4. Vedení klubu však neodvolalo trenéra Petrouše a namísto toho došlo, poměrně překvapivě, k odvolání jeho asistentů. Na jednu z uvolněných pozic asistentů byl jmenován i bývalý gólman klubu Martin Vaniak. Navíc Slavia během krátké doby získala tři posily. Martin Latka, Tomáš Frejlach a Jan Blažek hrají na různých postech, čímž se zdálo být, že tým byl dostatečně doplněn. Ani s těmito změnami se však nepodařilo zvítězit v domácím utkání 7. kola proti Dukle Praha. Zápas skončil bezgólovou remízou. V osmém kole pak přišlo na řadu Pražské derby a další porážka, tentokrát 0-3. Ani za této situace nedošlo k změně na postu hlavního trenéra, kde nadále zůstával Michal Petrouš.

### Říjen
Měsíc říjen byl pro další vývoj v klubu klíčovým. Hned na jeho počátku hostila Slavia Sigmu Olomouc a po pěti kolech, kdy vstřelila pouze jediný gól a za tři remízy získala pouhé 3 body, utkání těsným výsledkem 1-0 vyhrála. Velkým překvapením pak bylo následné odvolání trenéra Michala Petrouše, ke kterému došlo při pozápasové tiskové konferenci. Zároveň s tím bylo oznámeno jméno nového trenéra, kterým se stal František Straka, proslulý svou klubovou příslušností k největšímu rivalovi AC Spartě Praha. To vyvolalo nečekaně velkou nevoli v obou fanouškovských táborech pražských "S". Největší protest se konal při venkovním zápase s FK Viktorií Žižkov, který tým i přes možnost čtrnáctidenní přípravy prohrál 0-1. K zisku bodů nepomohla ani viditelně zlepšená hra.
Působení nového trenéra bylo vidět i v následujícím domácím zápase s SK Dynamo České Budějovice. Domácí soupeře jasně přehráli a dva vstřelené góly stačily k tříbodovému zisku. Stejně tomu bylo i v zápase proti 1. FC Slovácko hraném v Uherském Hradišti. Zde pomohl k vítězství bleskový 1. poločas, který tým z Edenu ovládl poměrem 3-0, když dva góly vstřelil záložník Petr Janda. Slavia tak zakončila měsíc říjen poprvé s kladnou statistikou, když ve 4 zápasech získala 9 bodů a vstřelila 6 gólů oproti 2 inkasovaným.

### Listopad
Ve 13. kole přivítala Slavia na svém stadionu úřadujícího mistra FC Viktorii Plzeň. Slavia nebyla v zápase lepším týmem, přesto zvítězila 2-1 a utnula vítěznou sérii svého soupeře. Tři ligová vítězství v řadě zažila Slavia naposledy 8. března 2010. Euforii z vítězné série však ve 14. kole utnul FC Hradec Králové. Slavia sice o poločase vedla 1–0, když krátce před přestávkou proměnil pokutový kop, nařízený za faul na Adama Hlouška, útočník Zbyněk Pospěch, ale během druhé půle o vedení přišla a těžce bránila remízu. To se jí nakonec podařilo, a tak po výsledku 1–1 odvezla ze soupeřova hřiště alespoň bod.
K zápasu 15. kola cestoval do Edenu tradiční rival FC Baník Ostrava, se kterým má Slavia velmi dobrou vzájemnou bilanci. Od roku 2002, během 18 posledních ligových klání, totiž prohrála jen dvakrát, proti čemuž stojí 11 vítězství. Když přičteme ještě aktuální formu ostravského klubu, cítila se Slavia celkem oprávněně favoritem utkání. Oba soupeři však nepředvedli příliš dobrý výkon a utkání skončilo bezbrankovým výsledkem 0–0, což nevyhovovalo ani jednomu z týmů. Výsledek nepomohl ani averzi slávistických fandů vůči osobě trenéra Straky, která tak dál trvá.. Dvě remízy lehce zkazily dojem z dobrého nárůstu kvality hry, ale faktem zůstává pozitivní bilance, která odstartovala nástupem nového trenéra.

### Prosinec
Poslední utkání podzimní části se opět odehrálo na domácí půdě klubu, když k již druhému sezónnímu zápasu přicestoval rozjetý FC Slovan Liberec. Druhý tým tabulky prokázal své kvality a uštědřil Slavii porážku 1–3, první domácí v sezoně 2011/12. Poločasové skóre 0–3 nenechalo téměř žádné naděje na bodový zisk, a tak výsledek ve druhé půli pouze korigoval stoper Martin Latka, pro něhož to byl první gól od návratu do klubu.
První část sezony tak nezanechala příliš dobrý dojem. Brzké vypadnutí z poháru a až 10. místo v tabulce Gambrinus ligy zanechaly velký prostor pro možné budoucí zlepšení klubu.

### Leden/ Únor

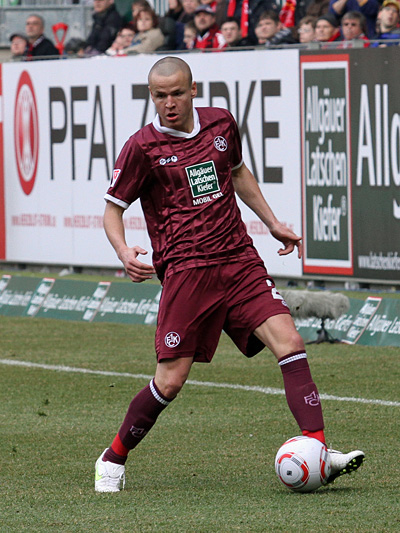
Adam Hloušek ukončil své hostování ve Slavii ke konci roku 2011. Jeho dalším působištěm je 1. FC Norimberk

V zimní přestávce opustila klub dlouholetá opora a nejlepší ligový střelec klubu v podzimní části (spolu s Pospěchem), záložník Petr Janda. Stříbrný medailista z Mistrovství světa ve fotbale hráčů do 20 let 2007 odmítl prodloužit smlouvu a stal volným hráčem. V boji o něj byl nejúspěšnější turecký Antalyaspor, hrající Süper Lig. Mezi zájemci měl být dle spekulací i slavný Galatasaray SK. Bohužel pro českého hráče se volba neukázala příliš šťastnou, protože jeho klub obsadil až 15. místo a sestoupil.
I další změny se nesly ve znamení oslabování kádru, ze kterého v přestupovém období odešlo celkem 9 hráčů mezi kterými byl i Adam Hloušek, kterému skončilo hostování z 1. FC Norimberk. Naopak do týmu přišli jako noví Jiří Böhm z Viktorie Žižkov, Milan Škoda z Bohemians 1905 a Matúš Čonka z MFK Košice.
Přípravné zápasy vyvrcholili na herním soustředění ve španělském Las Palmas, kde si slávisté připsali 100% úspěšnost ve formě dvou výher nad domácím UD Las Palmas a UD Vecindario. V jarní polovině sezony nastupovala Slavia už jen v Gambrinus lize. A start do soutěže nebyl příliš šťastný. V 17. kole, na hřišti 1. FK Příbram, uhráli sešívaní bezbrankovou remízu, a když totožný výsledek přišel i v domácím utkání proti FK Teplice, nespokojenost fanoušků s trenérem Františkem Strakou rychle stoupala.

### Březen
Bohužel ani březen žádné znatelné zlepšení nepřinesl. V 18. kole cestovala Slavia do Mladé Boleslavi a proti místnímu FK Mladá Boleslav předvedla doposud nejlepší jarní výkon. Poté, co domácí ovládli první poločas v poměru 2-0, nastoupila na hřiště jiná Slavia než v předešlých zápasech. Sebevědomý a bezstarostný výkon znamenal srovnání na 2-2, ale domácí bohužel vstřelili ještě jednu branku, na kterou sešívaní již nedokázali reagovat. Paradoxně tak zlepšený výkon přinesl ještě méně bodů než ten předešlý – mdlý.
A po této prohře došla trpělivost i trenéru Františku Strakovi, který na svou funkci rezignoval. Důvodů měl skutečně mnoho, ať již šlo o zápasovou bilanci, kdy za 10 zápasů nasbíral pouhých 13 bodů (během prvních 4 zápasů získal 9 bodů, poté následovaly jen remízy), při skóre 11:10 nebo o nenávist ze strany fanoušků Slavie, či Sparty. A právě blížící se Pražské derby možná zapříčinilo rychlejší odchod Františka Straky než s jakým se počítalo.
Nový trenér byl znám po pár dnech a slavia brala ze svých řad. Celý realizační tým ze Strakova vedení zůstal a post hlavního trenéra se posunul jeho asistent Martin Poustka. Smlouvu dostal do konce sezóny a hráčský kádr pod jeho vedením nedoznal velkých změn. Hra se naopak k lepšímu změnila, ale góly bohužel stále nepřicházely. Následující dva zápasy skončili výsledkem 0-0, ale nutno podotknout, že soupeři nebyli z nejlehčích. FK Baumit Jablonec i FK Dukla Praha patřili v letošní sezoně k tomu lepšímu, co nabízel letošní ročník Gambrinus ligy.
24. března přišlo na řadu Pražské derby a Sparta byla velkým favoritem. A jak známo, favorit v derby nevyhrává, což se ukázalo i tentokrát. Slavia předvedla výborný výkon a ve 14. minutě se dostala do vedení. Z náběhu se trefil stoper Martin Latka a byly šance i na další góly, které bohužel již nepřišly. Naopak v 74. minutě vyrovnal Tomáš Přikryl a určil konečný stav duelu 1-1. Remíza byla více než zasloužená a dodala fanouškům dávno ztracenou naději do dalších zápasů.

### Duben
V rámci 23. kola cestoval tým Slavie k venkovnímu duelu proti SK Sigma Olomouc. Dlouhá cesta však nepřinesla ani bodový zisk ani pochvalný fotbal. Po prohře 0-1 klesla šance na účast v Evropských pohárech na minimum a bylo téměř jasné, že klub v nich bude i třetí rok v řadě chybět.
Poté naštěstí přišlo spásné domácí vítězství nad FK Viktoria Žižkov (2-0), které alespoň přiblížilo Slavii k záchraně v Gambrinus lize. V 58. minutě si nejprve soupeř vstřelil vlastní gól, což povzbudilo ofenzivu a o 15 minut později se ještě trefil Lukáš Jarolím. Třetí brankou v sezoně se posunul na 1. místo mezi střelci sešívaných, které aktuálně sdílel se Zbyňkem Pospěchem.
Od poloviny měsíce následovala série, kterou žádný fanoušek nevidí rád. Počínaje zápasem s SK Dynamo České Budějovice (0-1), přes domácí duel s 1. FC Slovácko (0-1) a zápas na hřišti úřadujícího mistra Gambrinus ligy FC Viktoria Plzeň (0-3), nedokázala Slavia vstřelit branku. Na gól se už podruhé v sezoně čekalo více než 300 minut, což rozhodně nebývalo v historii sešívaných zvykem.

### Květen
Čekání na gól ukončil až Milan Škoda ve 14. minutě zápasu s FC Hradec Králové. Zimní posila na pozici útočníka, která přišla z Bohemians 1905, se trefila poprvé v novém angažmá a odstartovala kanonádu, kterou fanoušci pamatují z dob, kdy se otevírala Synot Tip Aréna. Během prvního poločasu se trefil ještě Vitalij Trubila a druhou brankou i Škoda. V 53. minutě byla ve prospěch sešívaných odpískán pokutový kop, kterého se po bouřlivém skandování a vybízení fanoušků ujal David Hubáček. Kop provedl úspěšně a vstřelil svůj první gól v dresu SK Slavia Praha během dlouhého sedmiletého angažmá, během kterého nastoupil k více než 200 zápasů. Na konečných 5-0 ještě upravil Zbyněk Pospěch, který se znovu usadil na pozici nejlepšího ligového střelce svého klubu. Vyjma zápasu s regionálním FK Meteor Praha VIII (Pohár České pošty), vstřelila Slavia poprvé více než 3 branky za utkání. Dalším neopomenutelným faktem je to, že touto výhrou si sešívaní zajistili ligovou záchranu, ne jejíž definitivu si museli počkat až do 28. kola.

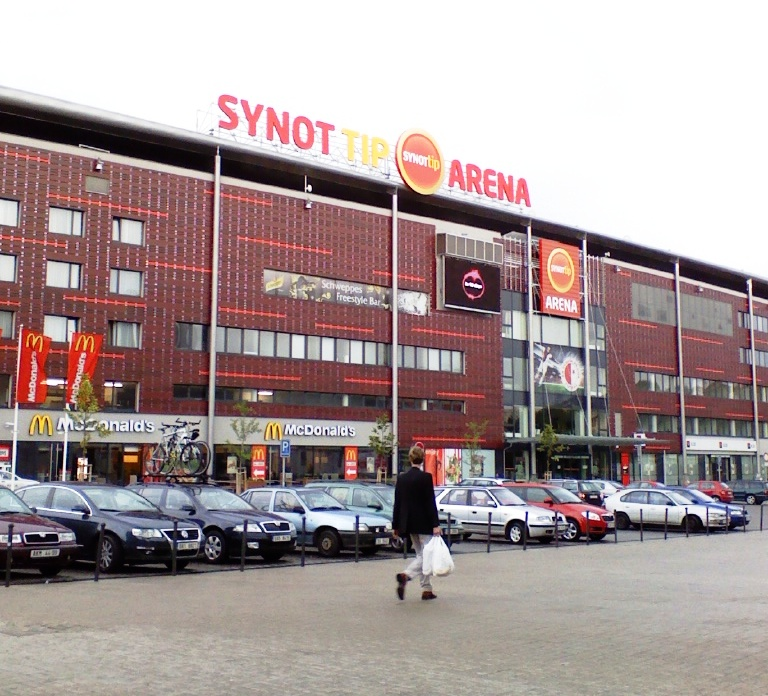
Synot Tip Aréna, kterou v posledních dvou sezónách sdílela s Bohemians 1905, by od příští sezony měla opět užívat sama

V posledních dvou duelech tedy sešívaným "o nic nešlo", ale vždy jde alespoň o čest. Ta utrpěla vážnou ránu při duelu v Ostravě. Místní FC Baník Ostrava bojující o záchranu měl do hry větší chuť a sešívaní nekladli odpor. Prohra 0-3, díky které se Baník téměř jistě zachránil, byla ještě milosrdná. Hráči i fanoušci týmu Bohemians 1905, který prohra Slavie poslala do II. ligy, tak nemohli klubu, s nímž sdílejí jeden stadion přijít na jméno a částečně ji obvinili, že zápas vypustila. A právě Bohemians 1905 byli posledním sezónním soupeřem Slavie. K vlastní záchraně potřebovali vyhrát obrovským rozdílem, což se nakonec nestalo. Slavia měla utkání ve vlastní režii a v 53. minutě se dostala do vedení. Pátý gól v sezoně vstřelil Zbyněk Pospěch. Bohemians o 7 minut později sice vyrovnali, ale porážku stejně neodvrátili. Krátce před koncem vstřelili Daniel Veselý a Zbyněk Pospěch dva slepené góly a Slavia zvítězila ve Vršovickém derby 3-1.
Sezona tedy pro Slavii skončila 12. května, a hodnotit ji směle můžeme jako neúspěch. Nejhorší umístění od sezony 1983/84 bylo doprovozeno brzkým vypadnutím z domácího poháru. Ligová záchrana přišla až po 28. kole a během 30 ligových kol vyšla Slavia 16x brankově naprázdno. Návštěvnost domácích zápasů se oproti sezoně 2009/10 snížila o více než 30 % a klub během této sezony vystřídal 3 hlavní trenéry. Všechna tato fakta měla za příčinu mimo jiné to, že v roli trenéra A-týmu nebude pokračovat Martin Poustka (dle předem dohodnutých podmínek), pověřený vedením klubu po rezignaci Františka Straky.
Krátce po skončení sezony dostal vlastník a prezident klubu Aleš Řebíček na stůl rezignaci Generálního manažera Miroslava Platila, který vedl klub v posledních dvou sezónách. Ve funkci ho krátce poté nahradil Zbyněk Kusý, bývalý generální manažer HC ČSOB Pojišťovna Pardubice, který s tímto týmem 3x zvítězil v Extralize a v roli manažera má mnoho reprezentačních úspěchů. Krátce po svém příchodu přivedl nový GM i staronového kouče Petra Radu, kterého Slavia vykoupila ze smlouvy u FK Teplice za 5 milionů korun. A Slavia už má i první posilu. Do klubu se vrací bývalý kapitán Karol Kisel, který bude vykonávat i post manažera mládeže.
A protože pozitivních zpráv není nikdy dost, oznámili představitelé sestupujícího Bohemians 1905, že maximalizují svou snahu o ukončení pronájmu Synot Tip Arény, což je pozitivní pro fanoušky Slavie i Bohemky.

## Klub

### Majetková situace
Ještě na konci minulé sezony došlo ve Slavii k pohybu akcií. Společnosti Natland Group se podařilo odkoupit podíl společnosti ENIC, který dosud vlastnil 16 %, ale podle vlastních slov šlo o 98 %. Zároveň s tím ji uhradil více než 100milionový dluh.
Jen o několik dní později se dohodli dva největší akcionáři – společnost Natland Group a Aleš Řebíček. Společně založili společnost VISCONTIA a.s., která nyní drží 99,97 % akcií klubu. Poměr akcií v této společnosti byl k 15. červnu takovýto :
- Natland Group 70 %
- Aleš Řebíček 30 %

K nečekanému zvratu došlo 3. srpna 2011. Bývalý ministr dopravy Aleš Řebíček se dohodl se společností Natland Group na odkoupení jejího většinového podílu ve společnosti VISCONTIA a.s., čímž se stal téměř 100% vlastníkem klubu. Později se stal ještě novým prezidentem klubu a předsedou dozorčí rady jmenoval svého bratra.
Momentální podíl akcií :
- Aleš Řebíček 98 %
- malí akcionáři 2 %

### Realizační tým
| Post              | Jméno                                                                          |
| ----------------- | ------------------------------------------------------------------------------ |
| Hlavní trenér     | Martin Poustka František Straka (do 08/03/2012) Michal Petrouš (do 02/10/2011) |
| Asistent trenéra  | Petr Vrabec                                                                    |
| Trenér brankářů   | Martin Vaniak                                                                  |
| Vedoucí mužstva   | Miroslav Držmíšek                                                              |
| Prezident klubu   | Aleš Řebíček                                                                   |
| Generální manažer | Miroslav Platil                                                                |

### Další informace

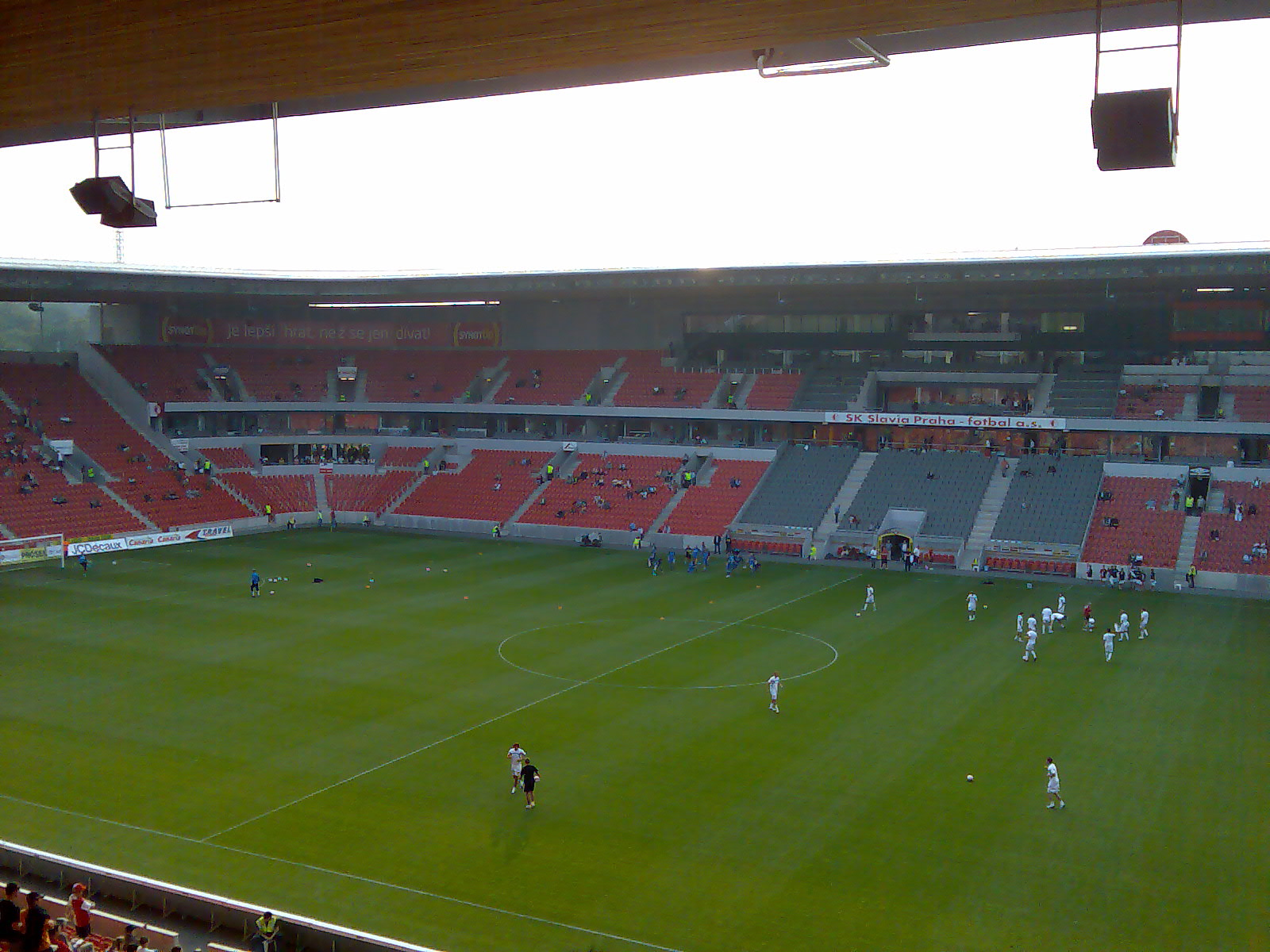
Synot Tip Aréna – Eden

| Vlastník klubu | Aleš Řebíček (Viscontia a.s.)               |
| Domácí stadion | Synot Tip Aréna (21.000 diváků/ 105 × 68 m) |

### Sada dresů
Domácí sada dresů nese tradiční barvy klubu prvně uvedené již v roce 1896 a od roku 1956 jsou prakticky neměnné. Venkovní dres je taktéž sešitý ze dvou barevně odlišných podélných půlek, přičemž tyto dresy užívá Slavia pro venkovní zápasy od sezony 2010/11. Na jaře 2012, používá Slavia ve venkovních zápasech starší černé venkovní dresy bez loga hlavního sponzora.
- Výrobce: Umbro
- Hlavní sponzor: Bez sponzora, Synot Tip (pouze na podzim)

## Soupiska

### První tým
| #  | Pozice | Hráč                          |
| -- | ------ | ----------------------------- |
| 1  | B      | Karel Hrubeš                  |
| 4  | O      | David Hubáček (2. zástupce)   |
| 5  | O      | Milan Nitrianský              |
| 6  | Z      | Bassirou Dembélé              |
| 7  | U      | Stanislav Vlček (1. zástupce) |
| 8  | O      | Matúš Čonka                   |
| 9  | U      | Jiří Böhm                     |
| 10 | Z      | Tomáš Frejlach                |
| 11 | Z      | Štěpán Koreš                  |
| 12 | Z      | Václav Prošek                 |
| 13 | O      | Marek Čepelák                 |
| 14 | U      | Ondřej Petrák                 |
| 15 | Z      | Viktor Šimeček                |
| 19 | U      | Martin Voráček                |

| #  | Pozice | Hráč                    |
| -- | ------ | ----------------------- |
| 20 | Z      | Lukáš Jarolím (kapitán) |
| 21 | U      | Milan Škoda             |
| 22 | U      | Jiří Vondráček          |
| 23 | Z      | Martin Hurka            |
| 24 | O      | Vitali Trubila          |
| 26 | O      | Róbert Cicman           |
| 27 | U      | Zbyněk Pospěch          |
| 28 | O      | Martin Latka            |
| 29 | B      | Martin Berkovec         |
| 30 | Z      | Martin Dostál           |
| 32 | Ú      | Jan Blažek              |
| 33 | Z      | Zoran Milutinović       |
| 34 | B      | Kamil Čontofalský       |

### Změny v kádru v letním přestupovém období 2011
| Číslo | Pozice | Nár.      | Hráč              | Věk | Odkud přišel       | Do roku | Typ       | Cena        | Zdroj                                                      |
| ----- | ------ | --------- | ----------------- | --- | ------------------ | ------- | --------- | ----------- | ---------------------------------------------------------- |
| 34    | B      | Slovensko | Kamil Čontofalský | 33  | AE Larissa         | 2013    | přestup   | zdarma      | iSport.cz                                                  |
| 26    | O      | Slovensko | Róbert Cicman     | 26  | MFK Košice         | 2013+   | přestup   | zdarma      | iDNES.cz/Fotbal                                            |
| 9     | Z      | Česko     | Adam Hloušek      | 22  | FK Baumit Jablonec | 2012    | hostování | —           | aktuálně.cz                                                |
| 5     | O      | Česko     | Milan Nitrianský  | 20  | SK Č. Budějovice   | 2015    | přestup   | 10 mil. Kč† | Fotbal.Sport.cz Archivováno 4. 7. 2020 na Wayback Machine. |
| 10    | Z      | Česko     | Tomáš Frejlach    | 25  | FC Baník Ostrava   | 2014    | přestup   | —           | tn.cz Archivováno 20. 7. 2020 na Wayback Machine.          |
| 32    | Ú      | Česko     | Jan Blažek        | 23  | FC Slovan Liberec  | 2012+   | hostování | —           | iSport.cz                                                  |
| 28    | O      | Česko     | Martin Latka      | 26  | Panionios GSS      | 2013    | přestup   | zdarma      | MEDIAFAX.cz                                                |
| 22    | Ú      | Česko     | Jiří Vondráček    | 18  | FK Náchod          | 2012    | hostování | —           | slavia.cz                                                  |
| 19    | Ú      | Česko     | Martin Voráček    | 18  | FC Písek           | 2012    | hostování | —           | slavia.cz                                                  |

Poznámky:   —   = nezveřejněno (dohoda mezi kluby),   †   = odhadovaná cena,   +   = opce na prodloužení smlouvy
| Číslo | Pozice | Nár.  | Hráč           | Věk |
| ----- | ------ | ----- | -------------- | --- |
| 12    | Z      | Česko | Václav Prošek  | 18  |
| 21    | Z      | Česko | Viktor Šimeček | 17  |
| 15    | Ú      | Česko | Luboš Tusjak   | 19  |
| 16    | Ú      | Česko | Matěj Paprčiak | 20  |

| Číslo | Pozice | Nár.      | Hráč             | Věk | Kam odešel        | Typ              | Cena        | Zdroj                                             |
| ----- | ------ | --------- | ---------------- | --- | ----------------- | ---------------- | ----------- | ------------------------------------------------- |
| 28    | B      | Česko     | Martin Vaniak    | 40  | ukončil kariéru   | ×                | ×           | iDNES.cz/Fotbal                                   |
| 11    | Z      | Slovensko | Karol Kisel      | 34  | Sydney FC         | konec smlouvy    | zdarma      | slavia.cz                                         |
| 19    | O      | Česko     | Jiří Koubský     | 29  | FC Spartak Trnava | konec smlouvy    | zdarma      | slavia.cz                                         |
| 22    | O      | Česko     | Benjamin Vomáčka | 33  | FC Baník Ostrava  | hostování        | —           | tn.cz Archivováno 20. 7. 2020 na Wayback Machine. |
| 23    | Z      | Česko     | Jakub Hora       | 20  | FC Viktoria Plzeň | konec host.      | ×           | slavia.cz                                         |
| 18    | Ú      | Makedonie | Riste Naumov     | 30  | bez angažmá       | konec smlouvy    | ×           | eurofotbal.cz                                     |
| 25    | B      | Česko     | Zdeněk Zlámal    | 24  | SK Sigma Olomouc  | konec host.      | ×           | slavia.cz                                         |
| 3     | Z      | Mali      | Bassirou Dembélé | 21  | bez angažmá       | konec smlouvy    | ×           | eurofotbal.cz                                     |
| 5     | O      | Česko     | Ondřej Čelůstka  | 22  | Trabzonspor       | přestup          | 35 mil. Kč  | ahaonline.cz                                      |
| 13    | Z      | Česko     | Milan Černý      | 23  | Sivasspor         | přestup          | 30 mil. Kč† | iHNED.cz                                          |
| 15    | Ú      | Česko     | Radek Gulajev    | 22  | FC Hradec Králové | hostování ½ roku | —           | slavia.cz                                         |
| 26    | O      | Česko     | Petr Mareš       | 20  | FC Graffin Vlašim | hostování ½ roku | —           | slavia.cz                                         |
| 12    | Ú      | Česko     | Pavel Vyhnal     | 21  | FK Sezimovo Ústí  | hostování ½ roku | —           | slavia.cz                                         |

Poznámky:   —   = nezveřejněno (dohoda mezi kluby),   †   = odhadovaná cena
- Neúspěšně testovaní hráči (léto 2011)

 obránce Jan Charuza z týmu FK Mladá Boleslav
Zdroj: SK Slavia Praha

### Změny v kádru v zimním přestupovém období 2012
| Číslo | Pozice | Nár.      | Hráč             | Věk | Odkud přišel          | Do roku            | Typ                | Cena               | Zdroj              |
| ----- | ------ | --------- | ---------------- | --- | --------------------- | ------------------ | ------------------ | ------------------ | ------------------ |
| 8     | O      | Slovensko | Matúš Čonka      | 21  | MFK Košice            | 2014               | přestup            | —                  | SN.cz              |
| 9     | Ú      | Česko     | Jiří Böhm        | 24  | Viktoria Žižkov       | 2012+              | hostování          | zdarma             | SN.cz              |
| 21    | O      | Česko     | Milan Škoda      | 26  | Bohemians 1905        | —                  | hostování          | —                  | slavia.cz          |
| 26    | O      | Česko     | Petr Mareš       | 21  | FC Graffin Vlašim     | návrat z hostování | návrat z hostování | návrat z hostování | návrat z hostování |
| 29    | B      | Česko     | Martin Berkovec  | 22  | FK Sezimovo Ústí      | návrat z hostování | návrat z hostování | návrat z hostování | slavia.cz          |
| 12    | Ú      | Česko     | Pavel Vyhnal     | 21  | FK Sezimovo Ústí      | návrat z hostování | návrat z hostování | návrat z hostování | návrat z hostování |
| 12    | Ú      | Česko     | Radek Gulajev    | 21  | FC Hradec Králové     | návrat z hostování | návrat z hostování | návrat z hostování | návrat z hostování |
| 6     | Z      | Mali      | Bassirou Dembélé | 22  | z B-týmu / volný hráč | ×                  | zdarma             |                    | slavia.cz          |

Poznámky:   —   = nezveřejněno (dohoda mezi kluby),   †   = odhadovaná cena,   +   = opce na prodloužení smlouvy
| Číslo | Pozice | Nár.  | Hráč          | Věk |
| ----- | ------ | ----- | ------------- | --- |
| 1     | B      | Česko | Karel Hrubeš  | 18  |
| 13    | O      | Česko | Marek Čepelák | 18  |
|       | Z      | Česko | Daniel Veselý | 19  |

| Číslo | Pozice | Nár.  | Hráč            | Věk | Kam odešel        | Typ              | Cena   | Zdroj       |
| ----- | ------ | ----- | --------------- | --- | ----------------- | ---------------- | ------ | ----------- |
| 9     | Z      | Česko | Adam Hloušek    | 24  | 1. FC Norimberk   | konec host.      | ×      | SN.cz       |
| 15    | Ú      | Česko | Luboš Tusjak    | 20  | Viktoria Žižkov   | hostování ½ roku | —      | SN.cz       |
| 26    | O      | Česko | Petr Mareš      | 21  | Viktoria Žižkov   | hostování s opcí | —      | SN.cz       |
| 8     | Z      | Česko | Petr Janda      | 25  | Antalyaspor       | konec smlouvy    | zdarma | slavia.cz   |
| 2     | O      | Česko | Josef Kaufman   | 27  | Spartak Trnava    | hostování ½ roku | —      | aktualne.cz |
| 12    | Ú      | Česko | Pavel Vyhnal    | 21  | Bohemians 1905    | hostování ½ roku | —      | slavia.cz   |
| 1     | B      | Česko | Jan Hanuš       | 23  | FC Graffin Vlašim | hostování ½ roku | —      | SN.cz       |
| 17    | O      | Česko | Jan Zákostelský | 20  | FC Graffin Vlašim | hostování ½ roku | —      | SN.cz       |
| 15    | Ú      | Česko | Radek Gulajev   | 23  | FK Ústí nad Labem | přestup          | —      | slavia.cz   |

Poznámky:   —   = nezveřejněno (dohoda mezi kluby),   †   = odhadovaná cena
- Neúspěšně testovaní hráči (zima 2012)

 obránce Luiz Carvalho
 obránce Bruno Tiosi
Zdroj: SK Slavia Praha

### Rezervní tým
Působí v Divizi A.

| #  | Pozice | Hráč                |
| -- | ------ | ------------------- |
| 1  | B      | Patrik Malina       |
| 1  | B      | Jiří Měsíček        |
| 1  | B      | David Pokorný       |
|    | O      | Ladislav Brůžek     |
| 2  | O      | Marek Čepelák       |
| 5  | O      | Daniel Galus        |
| 4  | O      | Michal Hell         |
| 18 | O      | Marek Kindel        |
| 2  | O      | Lukáš Mráz          |
| 7  | O      | Lukáš Palko         |
| 4  | O      | Jakub Sudek         |
| 3  | O      | Jakub Šimkovský     |
|    | O      | František Vodrhánek |

| #  | Pozice | Hráč                     |
| -- | ------ | ------------------------ |
|    | Z      | Filip Duranski           |
| 19 | Z      | Jan Jílek                |
| 6  | Z      | Petr Kolařík             |
| 17 | Z      | Petr Kučera              |
| 8  | Z      | Pavel Niedermeier        |
| 15 | Z      | David Smolák             |
| 9  | Ú      | Niall Cousens            |
| 10 | Ú      | Marek Červenka           |
| 14 | Ú      | Jan Mikula               |
| 20 | Ú      | José Diego Alvaréz Peréz |
| 16 | Ú      | Matěj Paprčiak           |
| 11 | Ú      | Daniel Veselý            |
| 9  | Ú      | Filip Žák                |

## Hráčské statistiky
Aktuální ke konci sezony 2011/2012
|        |                     |                   |        | Gambrinus liga | Gambrinus liga | Gambrinus liga | Gambrinus liga |     | Ondrášovka cup | Ondrášovka cup | Ondrášovka cup | Ondrášovka cup |   | Přátelsky | Přátelsky   | Přátelsky | Přátelsky |
| Pozice | Národnost           | Jméno             |        | Zápasy         | Čistá konta    |                | Vyloučení      |     | Zápasy         | Čistá konta    |                | Vyloučení      |   | Zápasy    | Čistá konta |           | Vyloučení |
| B      | Česko               | Martin Berkovec±  | 8      | 3              | 0              | 0              | 1              | 0   | 0              | 0              | 8              | 2              | 0 | 0         |             |           |           |
| B      | Slovensko           | Kamil Čontofalský | 20     | 8              | 0              | 0              | 1              | 0   | 0              | 0              | 2              | 0              | 0 | 0         |             |           |           |
| B      | Česko               | Jan Hanuš†        | 3      | 0              | 0              | 0              | 0              | 0   | 0              | 0              | 3              | 1              | 0 | 0         |             |           |           |
| Pozice | Národnost           | Jméno             | Zápasy | Gól            |                | Vyloučení      | Zápasy         | Gól |                | Vyloučení      | Zápasy         | Gól            |   | Vyloučení |             |           |           |
| O      | Slovensko           | Róbert Cicman     | 20     | 0              | 3              | 0              | 0              | 0   | 0              | 0              | 8              | 0              | 0 | 0         |             |           |           |
| O      | Slovensko           | Matúš Čonka±      | 7      | 0              | 0              | 0              | 0              | 0   | 0              | 0              | 3              | 0              | 0 | 0         |             |           |           |
| O      | Česko               | Martin Dostál     | 15     | 0              | 3              | 0              | 2              | 0   | 1              | 0              | 13             | 0              | 0 | 0         |             |           |           |
| O      | Česko               | David Hubáček     | 27     | 1              | 2              | 0              | 2              | 0   | 0              | 0              | 12             | 0              | 2 | 0         |             |           |           |
| O      | Česko               | Josef Kaufman†    | 7      | 0              | 3              | 0              | 2              | 0   | 0              | 0              | 7              | 0              | 0 | 0         |             |           |           |
| O      | Česko               | Martin Latka      | 18     | 2              | 9              | 0              | 0              | 0   | 0              | 0              | 3              | 0              | 0 | 0         |             |           |           |
| O      | Česko               | Milan Nitrianský  | 24     | 0              | 3              | 0              | 0              | 0   | 0              | 0              | 5              | 1              | 0 | 0         |             |           |           |
| O      | Česko               | Jakub Sudek       | 3      | 0              | 0              | 0              | 1              | 0   | 1              | 0              | 1              | 0              | 0 | 0         |             |           |           |
| O      | Bělorusko           | Vitali Trubila    | 24     | 2              | 5              | 0              | 0              | 0   | 0              | 0              | 8              | 0              | 1 | 0         |             |           |           |
| O      | Česko               | Luboš Tusjak†     | 1      | 0              | 0              | 0              | 0              | 0   | 0              | 0              | 1              | 0              | 0 | 0         |             |           |           |
| Pozice | Národnost           | Jméno             | Zápasy | Gól            |                | Vyloučení      | Zápasy         | Gól |                | Vyloučení      | Zápasy         | Gól            |   | Vyloučení |             |           |           |
| Z      | Mali                | Bassirou Dembélé± | 2      | 0              | 1              | 0              | 0              | 0   | 0              | 0              | 4              | 0              | 1 | 0         |             |           |           |
| Z      | Makedonie           | Filip Duranski    | 1      | 0              | 0              | 0              | 0              | 0   | 0              | 0              | 0              | 0              | 0 | 0         |             |           |           |
| Z      | Česko               | Tomáš Frejlach    | 6      | 0              | 2              | 0              | 0              | 0   | 0              | 0              | 0              | 0              | 0 | 0         |             |           |           |
| Z      | Česko               | Adam Hloušek†     | 11     | 1              | 4              | 0              | 1              | 0   | 0              | 0              | 0              | 0              | 0 | 0         |             |           |           |
| Z      | Česko               | Martin Hurka      | 19     | 2              | 2              | 0              | 1              | 0   | 0              | 0              | 12             | 1              | 0 | 0         |             |           |           |
| Z      | Česko               | Petr Janda†       | 12     | 3              | 1              | 0              | 1              | 0   | 0              | 0              | 4              | 0              | 0 | 0         |             |           |           |
| Z      | Česko               | Lukáš Jarolím     | 27     | 3              | 6              | 0              | 1              | 0   | 0              | 0              | 10             | 3              | 0 | 0         |             |           |           |
| Z      | Česko               | Štěpán Koreš      | 6      | 1              | 0              | 0              | 2              | 2   | 0              | 0              | 6              | 0              | 1 | 0         |             |           |           |
| Z      | Bosna a Hercegovina | Zoran Milutinović | 22     | 0              | 4              | 0              | 2              | 0   | 0              | 0              | 12             | 5              | 0 | 0         |             |           |           |
| Z      | Česko               | Ondřej Petrák     | 20     | 0              | 5              | 0              | 1              | 0   | 0              | 0              | 11             | 1              | 0 | 0         |             |           |           |
| Z      | Česko               | Václav Prošek     | 6      | 0              | 0              | 0              | 1              | 0   | 0              | 0              | 13             | 0              | 0 | 0         |             |           |           |
| Z      | Česko               | David Smolák      | 0      | 0              | 0              | 0              | 1              | 0   | 0              | 0              | 0              | 0              | 0 | 0         |             |           |           |
| Z      | Česko               | Daniel Veselý     | 4      | 1              | 1              | 0              | 0              | 0   | 0              | 0              | 1              | 0              | 0 | 0         |             |           |           |
| Pozice | Národnost           | Jméno             | Zápasy | Gól            |                | Vyloučení      | Zápasy         | Gól |                | Vyloučení      | Zápasy         | Gól            |   | Vyloučení |             |           |           |
| Ú      | Česko               | Jan Blažek        | 14     | 2              | 6              | 0              | 0              | 0   | 0              | 0              | 5              | 2              | 0 | 0         |             |           |           |
| Ú      | Česko               | Jiří Böhm±        | 9      | 0              | 1              | 0              | 0              | 0   | 0              | 0              | 4              | 2              | 0 | 0         |             |           |           |
| Ú      | Česko               | Matěj Paprčiak    | 6      | 0              | 0              | 1              | 0              | 0   | 0              | 0              | 0              | 0              | 0 | 0         |             |           |           |
| Ú      | Česko               | Zbyněk Pospěch    | 22     | 6              | 4              | 0              | 1              | 1   | 0              | 0              | 6              | 1              | 0 | 0         |             |           |           |
| Ú      | Česko               | Milan Škoda±      | 9      | 2              | 4              | 0              | 0              | 0   | 0              | 0              | 4              | 0              | 0 | 0         |             |           |           |
| Ú      | Česko               | Stanislav Vlček   | 25     | 1              | 0              | 0              | 2              | 0   | 0              | 0              | 11             | 2              | 0 | 0         |             |           |           |
| Ú      | Česko               | Jiří Vondráček    | 1      | 0              | 0              | 0              | 2              | 1   | 0              | 0              | 12             | 0              | 0 | 0         |             |           |           |
| Ú      | Česko               | Martin Voráček    | 3      | 0              | 0              | 0              | 2              | 0   | 0              | 0              | 7              | 1              | 1 | 0         |             |           |           |
| Ú/O    | Česko               | Jan Zákostelský†  | 1      | 0              | 0              | 0              | 1              | 0   | 0              | 0              | 4              | 0              | 0 | 0         |             |           |           |

|        |          |              | Přátelsky | Přátelsky         | Přátelsky | Přátelsky |   |          |                |       | Přátelsky | Přátelsky         | Přátelsky | Přátelsky |
| Pozice | N        | Jméno        | Zápasy    | Gól · Čistá konta |           | Vyloučení |   | Pozice   | N              | Jméno | Zápasy    | Gól · Čistá konta |           | Vyloučení |
| B      | Česko    | Jiří Měsíček | 1         | 0                 | 0         | 0         | Z | Česko    | Viktor Šimeček | 5     | 0         | 0                 | 0         |           |
| Ú      | Česko    | Pavel Vyhnal | 6         | 0                 | 0         | 0         | O | Česko    | Jan Charuza    | 3     | 0         | 0                 | 0         |           |
| B      | Česko    | Karel Hrubeš | 3         | 1                 | 0         | 0         | O | Česko    | Marek Čepelák  | 5     | 0         | 0                 | 0         |           |
| O      | Brazílie | Bruno Tiosi  | 1         | 0                 | 0         | 0         | Z | Brazílie | Luiz Carvalho  | 1     | 0         | 0                 | 0         |           |

Vysvětlivky: † = odehrál pouze podzimní část, ± = odehrál pouze jarní část.

## Zápasy v sezoně 2011/12

### Letní přípravné zápasy
| Datum      | Soupeř                  | Místo                     | Výsledek | Střelci Slavie                    |
| ---------- | ----------------------- | ------------------------- | -------- | --------------------------------- |
| 26/06/2011 | FK Mladá Boleslav       | Čelákovice                | 0-1      |                                   |
| 26/06/2011 | FC Hradec Králové       | Čelákovice                | 0-2      |                                   |
| 05/07/2011 | Dynamo České Budějovice | Nová Včelnice             | 0-2      |                                   |
| 05/07/2011 | FC Slovan Liberec       | Nová Včelnice             | 1-3      | 6' Petrák                         |
| 09/07/2011 | FC Hradec Králové       | Opatovice                 | 1-2      | 36' Pospěch                       |
| 17/07/2011 | Bayern München U23      | Cogolo di Pejo , Itálie   | 2-2      | 40' Jarolím, 90' Milutinović      |
| 20/07/2011 | Parma FC                | Levico Terme, Itálie      | 0-0      |                                   |
| 23/07/2011 | SS Lazio                | Aurenzo di Cadore, Itálie | 3-3      | 18', 65' Jarolím, 28' Milutinović |

### Zimní přípravné zápasy
| Datum      | Soupeř                       | Místo                               | Výsledek | Střelci Slavie                                     |
| ---------- | ---------------------------- | ----------------------------------- | -------- | -------------------------------------------------- |
| 18/01/2012 | FK Spartak MAS Sezimovo Ústí | Eden, Praha                         | 0-1      |                                                    |
| 22/01/2012 | SK Kladno                    | Eden, Praha                         | 2-2      | 47' Böhm, 75' Vlček                                |
| 25/01/2012 | FK Pardubice                 | Eden, Praha                         | 4-0      | 37' Milutinović, 44' Voráček 46' Blažek, 75' Vlček |
| 28/01/2012 | ŠK Slovan Bratislava         | Bratislava, Slovensko               | 0-2      |                                                    |
| 01/02/2012 | FC Zbrojovka Brno            | Eden, Praha                         | 2-1      | 21' Nitrianský, 44' Hurka                          |
| ??/02/2012 | UD Las Palmas                | Las Palmas, Gran Canaria, Španělsko | 1-0      | 10' Böhm                                           |
| ??/02/2012 | UD Vecindario                | Las Palmas, Gran Canaria, Španělsko | 3-2      | 36' (pen) Blažek, 75, 83' Milutinović              |

### Souhrn působení v soutěžích
| Soutěž            | Fáze startu | Momentální pozice/ kolo | Konečná pozice/ kolo | První zápas       | Poslední zápas  |
| ----------------- | ----------- | ----------------------- | -------------------- | ----------------- | --------------- |
| 1. Gambrinus liga | —           | —                       | 12. místo            | 29. července 2011 | 12. května 2012 |
| Ondrášovka Cup    | 2. kolo     | —                       | 3. kolo              | 10. srpna 2011    | 31. srpna 2011  |

Poslední úprava: 12. května 2012 (ke konci sezony).

### Gambrinus liga
Hlavní článek: 1. Gambrinus liga 2011/12

#### Ligová tabulka
| Poř. | Tým                  | Z  | V  | R  | P  | VG | OG | B   |
| ---- | -------------------- | -- | -- | -- | -- | -- | -- | --- |
| 10.  | Dynamo Č. Budějovice | 30 | 9  | 8  | 13 | 30 | 51 | 35  |
| 11.  | SK Sigma Olomouc     | 30 | 11 | 10 | 9  | 42 | 38 | 34‡ |
| 12.  | SK Slavia Praha      | 30 | 8  | 10 | 12 | 28 | 34 | 34  |
| 13.  | FC Hradec Králové    | 30 | 8  | 7  | 15 | 22 | 38 | 31  |
| 14.  | FC Baník Ostrava     | 30 | 7  | 7  | 16 | 31 | 48 | 28  |

Poslední úprava: 10. května 2012.

Vysvětlivky: Z = Zápasy; V = Výhry; R = Remízy; P = Prohry; VG = Vstřelené góly; OG = Obdržené góly; B = Body.

‡ Týmu SK Sigma Olomouc bylo odebráno 9 bodů.
| Celkem | Celkem | Celkem | Celkem | Celkem | Celkem | Celkem | Celkem | Doma (5. místo) | Doma (5. místo) | Doma (5. místo) | Doma (5. místo) | Doma (5. místo) | Doma (5. místo) | Venku (14. místo) | Venku (14. místo) | Venku (14. místo) | Venku (14. místo) | Venku (14. místo) | Venku (14. místo) |
| Z      | V      | R      | P      | VG     | OG     | GR     | Body   | V               | R               | P               | VG              | OG              | Body            | V                 | R                 | P                 | VG                | OG                | Body              |
| ------ | ------ | ------ | ------ | ------ | ------ | ------ | ------ | --------------- | --------------- | --------------- | --------------- | --------------- | --------------- | ----------------- | ----------------- | ----------------- | ----------------- | ----------------- | ----------------- |
| 30     | 8      | 10     | 12     | 28     | 34     | -6     | 34     | 7               | 6               | 2               | 21              | 9               | 27              | 1                 | 4                 | 10                | 7                 | 25                | 7                 |

Poslední úprava: konec sezony.

#### Kolo po kole
| Kolo     | 1  | 2  | 3  | 4  | 5  | 6  | 7  | 8  | 9  | 10 | 11 | 12 | 13 | 14 | 15 | 16 | 17 | 18 | 19 | 20 | 21 | 22 | 23 | 24 | 25 | 26 | 27 | 28 | 29 | 30 |
| -------- | -- | -- | -- | -- | -- | -- | -- | -- | -- | -- | -- | -- | -- | -- | -- | -- | -- | -- | -- | -- | -- | -- | -- | -- | -- | -- | -- | -- | -- | -- |
| Hřiště   | V  | V  | D  | V  | D  | V  | D  | V  | D  | V  | D  | V  | D  | V  | D  | D  | V  | D  | V  | D  | V  | D  | V  | D  | V  | D  | V  | D  | V  | D  |
| Výsledek | P  | P  | V  | R  | R  | P  | R  | P  | V  | P  | V  | V  | V  | R  | R  | P  | R  | R  | P  | R  | R  | R  | P  | V  | P  | P  | P  | V  | P  | V  |
| Pozice   | 16 | 14 | 11 | 11 | 10 | 12 | 12 | 13 | 13 | 13 | 11 | 10 | 9  | 9  | 10 | 10 | 10 | 10 | 11 | 10 | 10 | 11 | 11 | 10 | 12 | 12 | 12 | 11 | 12 | 12 |

Poslední úprava: konec sezony.

Hřiště: D = Domácí; V = Venkovní. Výsledek: V = Výhra; P = Prohra; R = Win; P = Remíza

#### Podzimní část
| 1. kolo 29. července 2011 | Bohemians 1905                  | 2 – 0 | SK Slavia Praha | Synot Tip Aréna, Praha          |  |  |
| 20:15 CET                 | Jan Moravec 25' Milan Škoda 27' |       |                 | Diváci: 7.545 Rozhodčí: Kovařík |  |  |
|                           |                                 |       |                 |                                 |  |  |

| 2. kolo 6. srpna 2011 | FC Slovan Liberec                             | 2 – 1 | SK Slavia Praha          | Stadion u Nisy, Liberec      |  |  |
| 18:00 CET             | Theodor Gebre Selassie 2' Michael Rabušic 38' |       | 64' (pen) Zbyněk Pospěch | Diváci: 7.967 Rozhodčí: Adam |  |  |
|                       |                                               |       |                          |                              |  |  |

| 3. kolo 14. srpna 2011 | SK Slavia Praha                                       | 3 – 1 | 1. FK Příbram     | Synot Tip Aréna, Praha                  |  |  |
| 17:00 CET              | Adam Hloušek 9' Lukáš Jarolím 78' Stanislav Vlček 87' |       | 14' Martin Šlapák | Diváci: hráno bez diváků Rozhodčí: Jech |  |  |
|                        |                                                       |       |                   |                                         |  |  |

| 4. kolo 22. srpna 2011 | FK Teplice | 0 – 0 | SK Slavia Praha | Na Stínadlech, Teplice           |  |  |
| 18:30 CET              |            |       |                 | Diváci: 8.586 Rozhodčí: Kocourek |  |  |
|                        |            |       |                 |                                  |  |  |

| 5. kolo 26. srpna 2011 | SK Slavia Praha  | 1 – 1 | FK Mladá Boleslav       | Synot Tip Aréna, Praha           |  |  |
| 20:15 CET              | Štěpán Koreš 14' |       | 78' (vl) Zbyněk Pospěch | Diváci: 7.158 Rozhodčí: Královec |  |  |
|                        |                  |       |                         |                                  |  |  |

| 6. kolo 11. září 2011 | FK Baumit Jablonec                                              | 4 – 0 | SK Slavia Praha | Chance Arena, Jablonec nad Nisou |  |  |
| 17:00 CET             | Vít Beneš 25' David Lafata 59' Jan Kovařík 70' David Lafata 81' |       |                 | Diváci: 5.452 Rozhodčí: Zelinka  |  |  |
|                       |                                                                 |       |                 |                                  |  |  |

| 7. kolo 16. září 2011 | SK Slavia Praha | 0 – 0 | FK Dukla Praha | Synot Tip Aréna, Praha        |  |  |
| 20:15 CET             |                 |       |                | Diváci: 6.671 Rozhodčí: Paták |  |  |
|                       |                 |       |                |                               |  |  |

| 8. kolo 26. září 2011 | AC Sparta Praha                                         | 3 – 0 | SK Slavia Praha | Generali Aréna, Praha            |  |  |
| 19:30 CET             | Jiří Jarošík 27' Ladislav Krejčí 36' Peter Grajciar 66' |       |                 | Diváci: 18.229 Rozhodčí: Matějek |  |  |
|                       |                                                         |       |                 |                                  |  |  |

| 9. kolo 2. října 2011 | SK Slavia Praha    | 1 – 0 | SK Sigma Olomouc | Synot Tip Aréna, Praha          |  |
| 15:00 CET | Vitali Trubila 44' |       |                  | Diváci: 5.287 Rozhodčí: Příhoda |  |
| Poznámky: I přes vítězství v zápase byl hned po utkání, při tiskové konferenci, odvolán trenér Michal Petrouš, kterého o den později nahradil František Straka. |                    |       |                  |                                 |  |

| 10. kolo 17. října 2011 | FK Viktoria Žižkov | 1 – 0 | SK Slavia Praha | eFotbal Aréna, Praha          |  |  |
| 18:30 CET               | David Kalivoda 29' |       |                 | Diváci: 5.200 Rozhodčí: Paták |  |  |
|                         |                    |       |                 |                               |  |  |

| 11. kolo 23. října 2011 | SK Slavia Praha                 | 2 – 0 | SK České Budějovice | Synot Tip Aréna, Praha       |  |  |
| 15:00 CET               | Petr Janda 47' Martin Hurka 83' |       |                     | Diváci: 5.682 Rozhodčí: Jech |  |  |
|                         |                                 |       |                     |                              |  |  |

| 12. kolo 30. října 2011 | 1. FC Slovácko      | 1 – 3 | SK Slavia Praha                             | Městský stadion, Uherské Hradiště |  |  |
| 17:00 CET               | Václav Ondřejka 55' |       | 4' Petr Janda 14' Jan Blažek 34' Petr Janda | Diváci: 5.568 Rozhodčí: Královec  |  |  |
|                         |                     |       |                                             |                                   |  |  |

| 13. kolo 6. listopadu 2011 | SK Slavia Praha                     | 2 – 1 | FC Viktoria Plzeň | Synot Tip Aréna, Praha        |  |  |
| 17:00 CET                  | Zbyněk Pospěch 33' Martin Hurka 40' |       | 28' Daniel Kolář  | Diváci: 8.542 Rozhodčí: Jílek |  |  |
|                            |                                     |       |                   |                               |  |  |

| 14. kolo 20. listopadu 2011 | FC Hradec Králové | 1 – 1 | SK Slavia Praha          | Všesportovní stadion, Hradec Králové |  |  |
| 15:00 CET                   | Pavel Černý 48'   |       | 44' (pen) Zbyněk Pospěch | Diváci: 6.543 Rozhodčí: Ardeleánu    |  |  |
|                             |                   |       |                          |                                      |  |  |

| 15. kolo 28. listopadu 2011 | SK Slavia Praha | 0 – 0 | FC Baník Ostrava | Synot Tip Aréna, Praha         |  |  |
| 18:30 CET                   |                 |       |                  | Diváci: 3.975 Rozhodčí: Franěk |  |  |
|                             |                 |       |                  |                                |  |  |

| 16. kolo 3. prosince 2011 | SK Slavia Praha  | 1 – 3 | FC Slovan Liberec                                                      | Synot Tip Aréna, Praha         |  |  |
| 16:00 CET                 | Martin Latka 77' |       | 29' (pen) Jiří Štajner 34' Theodor Gebre Selassie 62' Michal Breznaník | Diváci: 4.851 Rozhodčí: Drábek |  |  |
|                           |                  |       |                                                                        |                                |  |  |

#### Jarní část
| 17. kolo 18. února 2012 | 1. FK Příbram | 0 – 0 | SK Slavia Praha | Na Litavce, Příbram            |  |  |
| 14:00 CET               |               |       |                 | Diváci: 3.340 Rozhodčí: Franěk |  |  |
|                         |               |       |                 |                                |  |  |

| 18. kolo 27. února 2012 | SK Slavia Praha | 0 – 0 | FK Teplice | Synot Tip Aréna, Praha        |  |  |
| 18:00 CET               |                 |       |            | Diváci: 4.476 Rozhodčí: Bílek |  |  |
|                         |                 |       |            |                               |  |  |

| 19. kolo 4. března 2012 | FK Mladá Boleslav                                       | 3 – 2 | SK Slavia Praha                  | Městský stadion, Mladá Boleslav |  |
| 17:00 CET | Václav Kalina 10' Ondřej Kúdela 45' Ondřej Zahustel 71' |       | 46' Lukáš Jarolím 59' Jan Blažek | Diváci: 4.350 Rozhodčí: Zelinka |  |
| Poznámky: Po tomto zápase dospěl k podání rezignace trenér František Straka. O dva dny později ho nahradil jeho asistent Martin Poustka, který se stal již 3. hlavním trenérem týmu v sezoně a již 5. za poslední 2 roky. |                                                         |       |                                  |                                 |  |

| 20. kolo 11. března 2012 | SK Slavia Praha | 0 – 0 | FK Baumit Jablonec | Synot Tip Aréna, Praha           |  |  |
| 17:00 CET                |                 |       |                    | Diváci: 4.867 Rozhodčí: Královec |  |  |
|                          |                 |       |                    |                                  |  |  |

| 21. kolo 19. března 2012 | FK Dukla Praha | 0 – 0 | SK Slavia Praha | Na Julisce, Praha            |  |  |
| 17:00 CET                |                |       |                 | Diváci: 4.258 Rozhodčí: Váňa |  |  |
|                          |                |       |                 |                              |  |  |

| 22. kolo 24. března 2012 | SK Slavia Praha  | 1 – 1 | AC Sparta Praha   | Synot Tip Aréna, Praha         |  |  |
| 15:50 CET                | Martin Latka 14' |       | 74' Tomáš Přikryl | Diváci: 16.516 Rozhodčí: Paták |  |  |
|                          |                  |       |                   |                                |  |  |

| 23. kolo 1. dubna 2012 | SK Sigma Olomouc   | 1 – 0 | SK Slavia Praha | Andrův stadion, Olomouc        |  |  |
| 17:00 CET              | Zdeněk Klesnil 10' |       |                 | Diváci: 5.283 Rozhodčí: Hrubeš |  |  |
|                        |                    |       |                 |                                |  |  |

| 24. kolo 9. dubna 2012 | SK Slavia Praha                          | 2 – 0 | FK Viktoria Žižkov | Synot Tip Aréna, Praha           |  |  |
| 20:15 CET              | Deniel Bartl 58' (vl.) Lukáš Jarolím 76' |       |                    | Diváci: 3.986 Rozhodčí: Kocourek |  |  |
|                        |                                          |       |                    |                                  |  |  |

| 25. kolo 13. dubna 2012 | SK České Budějovice | 1 – 0 | SK Slavia Praha | Střelecký ostrov, České Budějovice |  |  |
| 20:15 CET               | Petr Javorek 87'    |       |                 | Diváci: 3.698 Rozhodčí: Příhoda    |  |  |
|                         |                     |       |                 |                                    |  |  |

| 26. kolo 22. dubna 2012 | SK Slavia Praha | 0 – 1 | 1.FC Slovácko      | Synot Tip Aréna, Praha           |  |  |
| 17:00 CET               |                 |       | 38' Michal Kordula | Diváci: 4.622 Rozhodčí: Královec |  |  |
|                         |                 |       |                    |                                  |  |  |

| 27. kolo 30. dubna 2012 | FC Viktoria Plzeň                     | 3 – 0 | SK Slavia Praha | Doosan Arena, Plzeň              |  |  |
| 20:15 CET               | Marek Bakoš 9' Milan Petržela 18' 44' |       |                 | Diváci: 11.412 Rozhodčí: Matějek |  |  |
|                         |                                       |       |                 |                                  |  |  |

| 28. kolo 3. května 2012 | SK Slavia Praha                                                                               | 5 – 0 | FC Hradec Králové | Synot Tip Aréna, Praha       |  |  |
| 18:30 CET               | Milan Škoda 16' Vitali Trubila 39' Milan Škoda 45' David Hubáček 54' (pen) Zbyněk Pospěch 63' |       |                   | Diváci: 4.474 Rozhodčí: Jech |  |  |
|                         |                                                                                               |       |                   |                              |  |  |

| 29. kolo 9. května 2012 | FC Baník Ostrava                                       | 3 – 0 | SK Slavia Praha | Bazaly, Ostrava                |  |  |
| 18:00 CET               | Lukáš Magera 25' Benjamin Vomáčka 33' Lukáš Magera 65' |       |                 | Diváci: 13.127 Rozhodčí: Paták |  |  |
|                         |                                                        |       |                 |                                |  |  |

| 30. kolo 12. května 2012 | SK Slavia Praha                                         | 3 – 1 | Bohemians 1905     | Synot Tip Aréna, Praha          |  |  |
| 17:30 CET                | Zbyněk Pospěch 53' Daniel Veselý 86' Zbyněk Pospěch 88' |       | 60' Lukáš Budínský | Diváci: 4.989 Rozhodčí: Příhoda |  |  |
|                          |                                                         |       |                    |                                 |  |  |

### Ondrášovka Cup
Podrobně: Ondrášovka Cup 2011/12
Jednozápasová kola
| kolo 1/32 10. srpna 2011           | FK Meteor Praha VIII | 1 – 6 | SK Slavia Praha | Libeň, Praha                  |  |
| 17:00 CET                          | Jan Fíček 90' (pen)  |       | 20' Štěpán Koreš 38' Štěpán Koreš 39' (vl) Tomáš Kadlec 52' Zbyněk Pospěch 63' Jiří Vondráček 74' Zoran Milutinović | Diváci: 1.450 Rozhodčí: Paták |  |
| Poznámky: postup do 3. kola (1/16) |                      |       | |                               |  |

| kolo 1/16 31. srpna 2011                   | SK Převýšov                                             | 3 – 0 | SK Slavia Praha | Převýšov                                   |  |
| 17:00 CET                                  | Jakub Jarkovský 42' Jakub Jarkovský 63' Ivo Svoboda 90' |       |                 | Diváci: 2.200 (vyprodáno) Rozhodčí: Drábek |  |
| Poznámky: Slavia vypadla z Ondrášovka Cupu |                                                         |       |                 |                                            |  |